# Anemoclema glaucifolium
Anemoclema glaucifolium là một loài thực vật có hoa trong họ Mao lương. Loài này được (Franch.) W.T.Wang mô tả khoa học đầu tiên năm 1964.